# King Biscuit Flower Hour (David Crosby)
King Biscuit Flower Hour är ett livealbum med David Crosby, inspelad i Tower Theatre i Philadelphia april 1989 under en turné för att promotera David Crosbys andra soloalbum, Oh Yes I Can. Albumet presenterades i det amerikanska radioprogammet "King Biscuit Flower Hour". Albumet utgavs 1996 av skivbolaget "King Biscuit Flower" och har sedan utgivits under olika namn, som till exempel King Biscuit Flower Hour Presents David Crosby In Concert, After the Vacation (anspelar på att David Crosby frisläppts från ett års vistelse i fängelse just innan promo-turnėn 1989), Live On The King Biscuit Flower Hour, From The Front Row... Live! (med DVD), Greatest Hits Live, Towering Inferno och Tracks In The Dust (Live In Philadelphia).

## Låtlista
1. "Tracks in the Dust" – 6:09
2. "Guinnevere" – 5:06
3. "Compass" – 4:22
4. "In My Dreams" – 4:42
5. "Drive My Car" – 3:50
6. "Lady of the Harbor" (David Crosby/Craig Doerge) – 3:39
7. "Oh Yes I Can" – 5:44
8. "Monkey and the Underdog" (David Crosby/Craig Doerge) – 4:22
9. "Delta" – 5:13
10. "Déjà Vu" – 7:48
11. "Night Time for the Generals" (David Crosby/Craig Doerge) – 3:37
12. "Wooden Ships" (David Crosby/Paul Kanter/Stephen Stills) – 8:03
13. "Almost Cut My Hair" – 5:16
14. "Long Time Gone" – 5:51

- Alla låtar skrivna av David Crosby där inget annat anges.

## Medverkande
Musiker
- David Crosby – sång, gitarr
- Dan Dugmore – gitarr
- Michael Finnigan – keyboard, bakgrundssång
- Jody Cortez – trummor
- Davey Faragher – basgitarr, bakgrundssång

Produktion
- Felix B. Mangione, Jack Ball, Steve Fish – producenter
- Glen Robinson – ljudmix, mastering, vid Studio Victor (Montreal, Quebec)
- Ferand Martel – digital redigering
- Barefoot Design – omslagsdesign
- Murray Close, Chuck Pulin, David Seelig, Michael Spilotro – foto